# Cimex vicarius
Espèce
Synonymes
- Oeciacus vicarius Horvath, 1912

Cimex vicarius est une espèce d'Insectes hétéroptères (punaises) de la famille des Cimicidae. Elle a été décrite et classée dans le genre Oeciacus sous le protonyme de Oeciacus vicarius par Géza Horváth en 1912.
Cette punaise est originaire d'Amérique et est fortement envahissante. Elle se reproduit sur les Hirondelles rustiques et les Hirondelles à front blanc. Une étude menée par Kopachena et al. en 2007 dans le nord-est du Texas a montré qu'elle a infecté 74,1 % des colonnies des Hirondelles rustiques ainsi que 62,2 % des nids qui ont été étudiés.

## Systématique
Le nom valide complet (avec auteur) de ce taxon est Cimex vicarius (Horváth, 1912).
L'espèce a été initialement classée dans le genre Oeciacus sous le protonyme Oeciacus vicarius Horváth, 1912.
Ce taxon porte en français le nom vernaculaire ou normalisé suivant : punaise de l'hirondelle.
Cimex vicarius a pour synonyme :
- Oeciacus vicarius Horváth, 1912